# Gerd Pützer

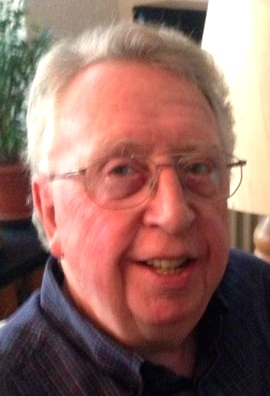
Gerd Pützer (2014)

Gerd Pützer (* 28. März 1938 in Stolberg, † 31. Mai 2022 in Unkel) ist ein ehemaliger deutscher Kommunalpolitiker (CDU) der Stadt Bonn. Von 1969 bis 1994 gehörte er als direkt gewähltes Mitglied für den Stadtteil Beuel-Mitte dem Rat der Stadt Bonn an, in dem er sich im Besonderen für deren bauliche Entwicklung engagierte. 1996 wurde ihm für seine 25-jährige ehrenamtliche Arbeit für die Stadt Bonn das Bundesverdienstkreuz am Bande verliehen.

## Leben
Gerd Pützer arbeitete als Leiter der Bauabteilung der Sparkasse Bonn (1971 bis 2002) und selbständig als öffentlich bestellter Sachverständiger für bebaute und unbebaute Grundstücke (1973 bis 2008). Er ist seit 1959 verheiratet, hat zwei Kinder und lebt in Bonn-Beuel.
Gerd Pützer ist ein Neffe des Flugzeugkonstrukteurs Alfons Pützer.

### Gesellschaftliches Engagement
Ein Gutachten des Regierungspräsidenten Heinrich Stakemeier, erstellt 1967 auf Weisung des Innenministers des Landes NRW, war zu dem Ergebnis gekommen, dass die Stadt Bonn seit der Bestimmung zur vorläufigen Bundeshauptstadt 1949 den ihr gestellten Aufgaben, die Funktionen einer Bundeshauptstadt zu übernehmen nicht gerecht geworden sei. Damals noch Vorsitzender des Ortsverbandes der Jungen Union Beuel plante Pützer dazu beizutragen dies zu ändern und trat 1969 im Alter von 31 Jahren als einer der jüngsten Stadtverordneten dem neuen Rat der Stadt Bonn bei.
Am 1. August 1969 wurden auf der Basis des Bonn-Gesetzes die Städte Bad Godesberg und Beuel sowie neun Gemeinden des Amtes Duisdorf eingemeindet. Die Einwohnerzahl verdoppelte sich und es entstanden umfangreiche Aufgaben der baulichen Neugliederung des Bonner Raumes. Der Bau- und Vergabeausschuss unter Pützers Vorsitz (1971–1994) koordinierte mehrere hundert städtische Baustellen, darunter die Neuordnung des Hochwasserschutzes, Bau von Kläranlagen, Abwasserschutz, die Planung der einzelnen Stadtbezirke, Neubauten städtischer Gebäude, Schwimmbäder, Fußgängerzonen, Parkplätze, U-Bahn. Pützer setzte sich bei den städtischen Bauvorhaben auch für die Belange von in ihrer Mobilität behinderten Menschen und den Umweltschutz ein. Er engagierte sich in Ausschüssen und Gremien und wurde als Stellvertreter des Aufsichtsratsvorsitzenden der Bundesgartenschau Bonn 1979. sowie als Vorsitzender des „koordinierenden Arbeitsausschusses für Planung und Programm“ dieser Gesellschaft eingesetzt. Weiterhin war er Mitglied verschiedener Preisgerichte, u. a. Kunstmuseum Bonn (1985), Kunst- und Ausstellungshalle (1986), Haus der Geschichte (1986), Bundesministerium für wirtschaftliche Zusammenarbeit (1987), Bundesrat (1989), Land- und Amtsgericht (1994).
Pützer war Mitinitiator und begleitete als Stadtverordneter bauliche Projekte für den Bereich seines Wahlbezirks so u. a. die Erweiterung der Schulbauten, den Ausbau der Rheinanlagen, den Ausbau des Bahnhofsvorplatzes, den Bau eines Schwimmbades, die Verbesserung der Verkehrsplanung, den Bau einer Vollbiologischen Kläranlage, das Werkstatttheater in der alten Jute-Spinnerei, Brotfabrik, das Theater der Jugend, Brückenforum oder auch den Erhalt des Heimatmuseums.
1968–1993 war Pützer Vorsitzender der Turn- und Sportvereinigung Bonn rechtsrheinisch 1897/07, 1993–2007 Ehrenvorsitzender. Der Verein wuchs in dieser Zeit zu einem der größten Sportvereine der Region. Seit 1978 ist Pützer Ehrensenator der Beueler Stadtsoldaten.
Hintergründe und Wirksamkeit der ehrenamtlichen Tätigkeiten Pützers wurden auch hinterfragt. Pützer dazu: „Ich stehe mit meiner ganzen Kraft zur Verfügung...nicht nur aus Pflichtgefühl, sondern vielmehr mit Freude … jederzeit bereit … Verantwortung zu übernehmen“.

### Ehrungen
- 1996: Bundesverdienstkreuz am Bande
- 1994: Stadtältester von Bonn[42]